# Фрештет
Фрештет (њем. Frestedt) општина је у њемачкој савезној држави Шлезвиг-Холштајн. Једно је од 115 општинских средишта округа Дитмаршен. Према процјени из 2010. у општини је живјело 379 становника. Посједује регионалну шифру (AGS) 1051032.

## Географски и демографски подаци
Фрештет се налази у савезној држави Шлезвиг-Холштајн у округу Дитмаршен. Општина се налази на надморској висини од 16 метара. Површина општине износи 10,3 km². У самом мјесту је, према процјени из 2010. године, живјело 379 становника. Просјечна густина становништва износи 37 становника/km².